# 난부-고토 작용
난부-고토 작용(일본어: 南部・後藤の作用, 영어: Nambu–Goto action)은 보존 끈 이론에서 가장 간단한 작용이다. 끈의 세계면(worldsheet)의 넓이에 비례한다.

## 역사
시카고 대학교의 난부 요이치로와 니혼 대학의 고토 데쓰오(일본어: 後藤鉄男) 가 하드론을 다루기 위하여 독자적으로 도입하였다.

## 정의
목표 공간(target space)의 좌표는 {\displaystyle X^{\mu }}로, 끈의 세계면의 좌표는 {\displaystyle \xi ^{\alpha }}로 쓰자. 목표 공간의 계량 텐서를 {\displaystyle g_{\mu \nu }}로 쓰자. 이에 의하여 세계면에 계량 텐서 {\displaystyle g_{\alpha \beta }}를 다음과 같이 유도할 수 있다.
{\displaystyle g_{\alpha \beta }=g_{\mu \nu }X_{,\alpha }^{\mu }X_{,\beta }^{\nu }}
따라서 세계면의 총 면적은 다음과 같다.
{\displaystyle \int \mathrm {d} A=\int {\sqrt {-\det g_{\alpha \beta }}}\;\mathrm {d} ^{2}\xi }.
난부-고토 작용은 이를 무차원화하기 위하여 끈의 장력을 나타내는 상수 {\displaystyle T}를 곱한다.
{\displaystyle S_{\text{Nambu--Goto}}=-T\int {\sqrt {-\det g_{\alpha \beta }}}\;\mathrm {d} ^{2}\xi }.

## 폴랴코프 작용과의 관계
난부-고토 작용은 제곱근을 포함하여 양자적으로 다루기 힘드므로, 세계면 계량 텐서를 보조장으로 승격시킨 폴랴코프 작용을 자주 대용한다. 난부-고토 작용과 폴랴코프 작용은 고전적으로 동등하며, 임계 차원(critical dimension)인 26차원에서는 양자적으로도 동등하다.